# Zhongornis
Zhongornis là một chi khủng long, được Gao C. Chiappe et al mô tả khoa học năm 2008.